# FC Bayern 1910 Hof
FC Bayern 1910 Hof was een Duitse voetbalclub uit Hof in Beieren.

## Geschiedenis
Op 1 juni 1910 werd Ballspielclub Hof opgericht die een jaar later zijn naam veranderde in Britannia Hof. De club fusioneerde in 1913 met FC Roland Hof en FC Phönix Hof. Toen in 1914 Engeland de tegenstander was in de Eerste Wereldoorlog werd de clubnaam Britannia veranderd in FC Bayern Hof.
In 1927 promoveerde de club naar de hoogste klasse van de Noord-Beierse competitie. Na twee seizoenen in de middenmoot werd de club vierde in 1929/30. Dat seizoen won de club ook beide competitiewedstrijden tegen 1. FC Nürnberg, op dat moment een van de succesvolste clubs van het land. Nadat de club ook het volgende seizoen vierde werd volgde een degradatie.
Doordat de competitie in 1933 grondig geherstructureerd werd slaagde de club er na de invoering van de Gauliga niet meer in te promoveren. In het eerste seizoen greep de club wel nog net naast promotie.
Na WOII speelde de club in de Bezirksliga I Oberfranken en kon in 1959 promoveren naar de hoogste afdeling van de Oberliga Süd en bleef daar spelen tot deze werd opgeheven in 1963. De zesde plaats in 1961/62 was de beste notering.
Dan werden de Bundesliga als 1ste klasse voor heel West-Duitsland opgericht en 5 Regionalliga's als 2de klassen. Bayern Hof werd in de Regionalliga Süd ingedeeld en speelde daar 11 seizoenen tot in 1974 de 2. Bundesliga de Regionalliga's verving als 2de klasse. In 1968 was de club kampioen geworden en nam (net zoals in 1967 en 1972) deel aan de eindronde om de promotie maar slaagde er niet in door te dringen tot de Bundesliga. Van 1974 tot 1978 speelde de club in de 2. Bundesliga Süd alvorens te degraderen naar de Bayernliga (III). Twee jaar later degradeerde de club zelfs naar de Landesliga en werd een liftploeg. In de jaren 90 speelde de club weer vast in de Bayernliga die vanaf 1994 met de herinvoering van de Regionalliga een 4de klasse werd. In 2004 degradeerde de club opnieuw naar de Landesliga en een jaar later fuseerde de club met SpVgg Hof om zo SpVgg Bayern Hof te vormen.